# Franca Gonella
Franca Gonella (* 29. Februar 1952 in Turin) ist eine ehemalige italienische Schauspielerin.

## Leben
Die blonde und schlanke, verführerische Gonella begann nach dem Grundschulabschluss zunächst ein weiterführendes Archäologiestudium, wechselte jedoch schnell ins Filmfach, wo sie mit 17 Jahren in Filmgeschichte abschloss. In Sizilien spielte sie die Oreste und machte die Bekanntschaft von Pino Ferrara, die sie zum Film brachte. Gonella trat ab 1970 in einer Reihe erotikbetonender Filme auf, in denen sie meist mehr oder weniger bekleidet auf ihre physischen Reize setzte. Diese meist gering budgetierten Komödien waren zwar mittlere Publikumserfolge, wurden von den Kritikern jedoch bestenfalls ignoriert. Mit Mariano Laurentis Cerca di capirmi begann Gonellas Karriere, die sie über einige Werke im Decamerone-Stil hin zu immer offenherziger werdenden Filmen, bis hin zu Arduino Saccos 1978 entstandenem Rand Rover. In den 1980er Jahren bilden zwei Filme von Amasi Damiani und einige Auftritte für das Fernsehen den Beschluss ihre Karriere vor der Kamera.
In den 1990er Jahren war Gonella als Produzentin von kurzen Filmen und Dokumentarstreifen tätig. 2010 erschien ein Interview mit dem Fachblatt „Notturno“.

## Filmografie (Auswahl)
- 1970: Cerca di capirmi
- 1975: Eine Jungfrau in Blue Jeans (Una vergine in famiglia)
- 1976: Meine drei Cousinen (Cugine mie)
- 1976: Schlitzohren im Manöver (La campagnola bella)
- 1976: Zwei Teufelskerle auf dem Weg nach Istanbul (Üç kagitcilar)
- 1977: 3 Teufelskerle lachen alles nieder (Babanın evlatları)
- 1990: Odore di spigo